# Autalia imbecilla
Autalia imbecilla är en skalbaggsart som beskrevs av Volker Assing 2003. Autalia imbecilla ingår i släktet Autalia och familjen kortvingar. Inga underarter finns listade i Catalogue of Life.